# Hitman: Agent 47
Hitman: Agent 47 es una película estadounidense-británica-alemana de acción de 2015, dirigida por Aleksander Bach y escrita por Michael Finch y Skip Woods. Está basada en el videojuego Hitman. La película es protagonizada por Rupert Friend, Zachary Quinto, Hannah Ware, Ciarán Hinds, Thomas Kretschmann y Angelababy Yeung.

## Argumento
47 es un «Agente», un supersoldado genéticamente mejorado creado por el Dr. Petr Litvenko, un hábil genetista ucraniano. Litvenko, incapaz de soportar la culpa de su creación, abandonó el proyecto Agente. El Agente 47 trabaja como sicario para la Agencia Internacional de Contratos (ICA, por sus siglas en inglés) y ha pasado los últimos años rastreando a la hija de Litvenko, Katia. Recibe una pista de mercenarios liderados por Delriego, quienes han estado intentando encontrar a Litvenko para recrear el programa Agente para su propio beneficio.
Katia, residente en Berlín bajo el supuesto apellido Van Dees, ha trabajado incansablemente para encontrar a un hombre desconocido y sufre una ansiedad abrumadora y una percepción sobrehumana de todo lo que la rodea. En una estación de metro, un hombre que se hace llamar John Smith se acerca a Katia. Le dice que el Agente 47 va camino de matarla y le ofrece protección, insinuando que tiene información sobre el hombre que busca. El Agente 47 los encuentra y los ataca, quienes logran escapar, pero no antes de que el Agente 47 le roce el brazo con una bala de francotirador.
Smith y Katia se esconden en una habitación de hotel. Él les explica que es agente de una corporación conocida como Syndicate International y que el hombre que ella busca es su padre. Katia le muestra las pistas que ha recopilado y le pide a Smith que le cuente todo lo que sabe sobre su padre. Basándose en los idiomas que domina, su edad, su pasión por las orquídeas y su condición médica (cáncer de pulmón), Katia deduce dónde debe estar viviendo su padre. Antes de que pueda decírselo a Smith, el Agente 47 entra, dándolo por muerto y capturando a Katia.
Una vez que Katia despierta, el Agente 47 le explica que ella también es una agente, diseñada por su padre para ser incluso mejor que el propio 47 (le explica que su nombre «Katia van Dees» es un homófono de su nombre real, Quatre-vingt-dix; que en francés significa «90»). Le muestra cómo usar sus sentidos agudizados en combate y las dos luchan contra las fuerzas del Sindicato. Se enfrentan a Smith, quien se revela que tiene una armadura corporal de titanio subdérmica implantada quirúrgicamente, lo que lo hace inmune a los disparos. Después de luchar contra Smith, el Agente 47 y Katia logran escapar. Katia le hace prometer a 47 que no le hará daño a su padre y finalmente revela la ubicación de Litvenko: Singapur. En otro lugar, la manejadora del Agente 47, Diana, al enterarse de su situación, contacta a otro Agente con un contrato en Singapur.
El Agente 47 y Katia localizan a Litvenko, quien se disculpa con Katia por abandonarla, diciendo que solo quería protegerla y refiriéndose a 47 como su «hermano». Justo entonces, soldados del Sindicato atacan al grupo y se ven obligados a huir. Durante la huida, Litvenko es capturado por el Sindicato, pero no antes de que el Agente 47 le entregue un inhalador con explosivos.
Smith tortura a Litvenko bajo la supervisión del director del Sindicato, Antoine Le Clerq, pero Litvenko se niega a reabrir el programa del Agente. 47 piratea el sistema de anuncios del Sindicato y Katia estrella un helicóptero robado contra el edificio; 47 se disfraza de bombero para entrar sin ser detectado. Ambos se abren paso entre las fuerzas de seguridad del Sindicato, y 47 se enfrenta de nuevo a Smith. 47 lo derrota electrocutándolo.
En la azotea, el Agente 47 y Katia acaban con el resto de las tropas del Sindicato, pero no antes de que Le Clerq escape en helicóptero con Litvenko. En el aire, Litvenko detona el inhalador, matándose a sí mismo y al director. El Agente 47 llama entonces a Diana y confirma que su primer objetivo (Le Clerq) ha sido eliminado. Cuando Diana pregunta por el segundo objetivo (que se supone que es Katia), el Agente 47 deja caer su teléfono por el lateral del edificio. Mientras se preparan para irse, se encuentran con el Agente 48, idéntico a 47, quien les dice: «Diana dice 'Hola'» antes de que él, el Agente 47 y Katia disparen.
En la escena de mitad de créditos, se muestra que Smith todavía está vivo.

## Reparto
- Rupert Friend como el Agente 47.
- Zachary Quinto[2] como John Smith.
- Hannah Ware[3] como Katia van Dees.
- Angelababy Yeung como Diana Burnwood.
- Thomas Kretschmann como Le Clerq.
- Ciarán Hinds como Dr. Piotr Litvenko.[4]
- Emilio Rivera como Fabián.
- Rolf Kanies como Dr. Delriego
- Jerry Hoffmann como Franco.

## Producción
El 5 de febrero de 2013, se informó que 20th Century Fox estaba desarrollando un reboot de la película de 2007 Hitman. Skip Woods escribió el guion junto con Mike Finch.

### Elección del reparto
El 5 de febrero de 2013, Rupert Friend fue elegido para interpretar al Agente 47. El 31 de enero de 2014, Zachary Quinto se unió al elenco. El 5 de febrero de 2014, Hannah Ware también se unió a la película. El 6 de marzo de 2014, Thomas Kretschmann firmó para hacer de villano. El 13 de marzo de 2014, Dan Bakkedahl se unió al elenco. El 14 de marzo de 2014, Ciarán Hinds se unió al elenco para interpretar a un científico.

### Filmación
La filmación iba a empezar en Berlín y Singapur en el verano de 2013, pero fue retrasada a marzo de 2014. El rodaje finalmente comenzó el 18 de febrero de 2014.

## Promoción
Se revelaron dos imágenes de la película el 25 de julio de 2014 en la Convención Internacional de Cómics de San Diego.

## Estreno
El 12 de junio de 2014, Fox fijó fecha para el estreno, el 27 de febrero de 2015. La fecha luego fue cambiada al 21 de agosto de 2015.

## Recepción

### Comercial
Hitman: Agente 47 recaudó $ 22.5 millones de dólares en América del Norte y $ 59.9 millones en otros territorios para un total mundial de $ 82.3 millones de dólares, frente a un presupuesto de $ 35 millones.
En su primer fin de semana, la película recaudó en Estados Unidos $ 8.3 millones de dólares, terminando cuarta en la taquilla.
La película se estrenó en 60 mercados a nivel internacional. Se estrenó en Francia en el número 2 con $ 1.9 millones de dólares, en el tercer lugar en el Reino Unido con US $ 1,4 millones de dólares, y primera en Colombia.

### Crítica
Hitman: Agente 47 recibió críticas mayormente negativas de los críticos. El sitio web especializado Rotten Tomatoes le dio a la película una calificación de 8%, basada en 108 comentarios, con una calificación promedio de 3.7/10. El consenso crítico del sitio dice: «Hitman: Agente 47 no logra saltar el bajo listón establecido por su predecesora, abandonando la emocionante acción en favor de una astuta mezcla hueca de aburrida violencia y publicidad encubierta». El sitio web Metacritic le dio a la película una puntuación de 28 sobre 100, basada en opiniones de 27 críticos, lo que indica "críticas generalmente desfavorables". El público encuestado por CinemaScore dio a la película un grado promedio de "B" en una escala de A+ a F. 
IGN dio a la película una puntuación de 6,0/10, diciendo: «Hitman: Agente 47 es casi seguro que va a ser demasiado película de acción genérica para aquellos que están fuertemente metidos en el juego, y también demasiado videojuego para aquellos que no lo están». IrishFilmCritic dio a la película 3.5/5 estrellas, describiendo al público objetivo como «aquellos de nosotros que crecimos en los años 70 y 80, con películas de acción excesivamente exagerada con cualquier cosa que protagonizaran Arnold Schwarzenegger, Sylvester Stallone y Bruce Willis... Ir a esta película y simplemente divertirse, es así de simple». Kotaku también dio a la película una crítica positiva.
Geek.com otorgó a la película una crítica decente. El crítico Will Greenwald comentó: «No es una debo-verla, y no se destaca como inolvidable o terrible, pero es lo suficientemente agradable para al menos sentirse como Hitman... La premisa se asemeja a la de El profesional... Y, por estúpido que suene, en realidad es muy libremente la trama del primer juego Hitman, Hitman: Codename 47... Durante su primera hora la película parece como una extraña toma en Terminator. La acción es frenética y creativa. Los tiroteos son como en Equilibrium, lo que significa llamativos, brutales e increíblemente no realistas... y es entretenida pese a no ser tan genuina y dura como la acción de Dredd o John Wick ... Me gustó Hitman: Agente 47, pero no es una película demasiado buena. Es irregular y extraña, y aunque es mucho más agradable que la anterior película de Hitman, no deja una impresión muy duradera. No es aburrida, de la misma manera en que Street Fighter: The Legend of Chun-Li, no es mala o infiel al material original, pero no es siempre tan fuerte como podría haber sido con un poco más de lógica en el guion y mucha menos dependencia de los gráficos generados por ordenador y de trucos de velocidad de la película para hacer a las peleas parecer más rápidas (y más falsas). Hay demasiadas cosas pequeñas fuera de las cosas grandes y llamativas con las que quedarse».